# Santa Ana (Chiapas)
Santa Ana es una localidad del estado mexicano de Chiapas. Es parte del municipio de Chamula.

## Toponimia
El nombre «Santa Ana» hace referencia al santo patrono de la localidad: Ana de Nazaret.

## Demografía
| Gráfica de evolución demográfica |
|                                  |

| Censo | Población |
| ----- | --------- |
| 1960  | 239       |
| 1970  | 972       |
| 1980  | 144       |
| 1990  | 314       |
| 2000  | 303       |
| 2010  | 582       |
| 2020  | 1 055     |